# Fuentes de León (kommunhuvudort)
Fuentes de León är en kommunhuvudort i Spanien.   Den ligger i provinsen Provincia de Badajoz och regionen Extremadura, i den sydvästra delen av landet, 400 km sydväst om huvudstaden Madrid. Fuentes de León ligger 757 meter över havet och antalet invånare är 2 652.
Terrängen runt Fuentes de León är kuperad åt sydost, men åt nordväst är den platt. Fuentes de León ligger uppe på en höjd. Runt Fuentes de León är det glesbefolkat, med 20 invånare per kvadratkilometer. Närmaste större samhälle är Aracena, 19,5 km söder om Fuentes de León. 